# Azay-le-Ferron
Azay-le-Ferron là một xã ở tỉnh Indre khu vực trung bộ Pháp. Xã này có diện tích 60,95 kilômét vuông, dân số thời điểm năm 2005 là 1016 người. Khu vực này có độ cao trung bình 102 mét trên mực nước biển.
Thị trấn này tọa lạc trong công viên tự nhiên vùng Brenne, một công viên trải dài trong các pays lịch sử Berry và Touraine.
Ở đây có tòa lâu đài, nơi mà xã này phụ thuộc, được xây vào thế kỷ 15.

## Dân số
| Năm | 1962 | 1968 | 1975 | 1982 | 1990 | 1999 | 2003 |
| --- | ---- | ---- | ---- | ---- | ---- | ---- | ---- |
| Dân số | 1325 | 1364 | 1314 | 1146 | 1036 | 991  | 1016 |
| From the year 1962 on: No double counting—residents of multiple communes (e.g. students and military personnel) are counted only once. |      |      |      |      |      |      |      |